# Apeadeiro de Oleiros
O Apeadeiro de Oleiros é uma interface da Linha do Douro, que serve as localidades de Sambade e de Oleiros, no concelho de Paredes, em Portugal.

## Descrição

### Infraestrutura
Como apeadeiro em linha em via dupla, esta interface apresenta-se nas duas vias de ciculação (I e II) cada uma acessível por sua plataforma, ambas com 222 m de comprimento e 90 cm de altura.

### Serviços
Em dados de 2023, esta interface é servida por comboios de passageiros da C.P. de tipo urbano no serviço “Linha do Marco”, com 16 circulações diárias em cada sentido entre Porto - São Bento e Penafiel, e mais uma entre aquela estação e Marco de Canaveses; passam sem parar nesta interface, em cada sentido, 19 circulações diárias do mesmo serviço.

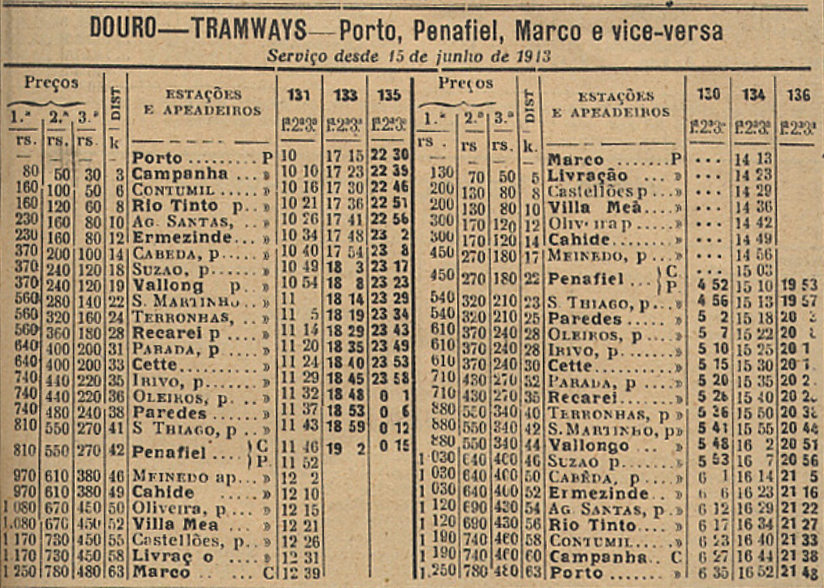
Horários de 1913, incluindo a Gare de Oleiros.

## História
Este apeadeiro situa-se no troço entre Ermesinde e Penafiel da Linha do Douro, que foi aberto à exploração em 30 de Julho de 1875.

Em 1985, Oleiros não dispunha ainda de edifício de passageiros, situando-se a plataforma do lado norte da via (lado direito do sentido ascendente, para Barca d’Alva), então ainda em via única.